# Gaston Ruwezi
Gaston Kashala Ruwezi SDB (ur. 14 kwietnia 1961 w Lubumbashi) – kongijski duchowny katolicki, biskup Sakania-Kipushi od 2004.

## Życiorys

### Prezbiterat
Święcenia kapłańskie przyjął 14 lipca 1990 w zgromadzeniu salezjanów. Był m.in. nauczycielem w Lubumbashi, przełożonym tamtejszej placówki zakonnej oraz wikariuszem inspektorii środkowoafrykańskiej.

### Episkopat
7 kwietnia 2004 papież Jan Paweł II mianował go biskupem ordynariuszem diecezji Sakania-Kipushi. Sakry biskupiej udzielił mu 14 sierpnia 2004 ówczesny metropolita Lubumbashi - arcybiskup Floribert Songasonga.